# Jucancistrocerus citreodecoratus
Jucancistrocerus citreodecoratus är en stekelart som beskrevs av Giordani Soika 1970. Jucancistrocerus citreodecoratus ingår i släktet Jucancistrocerus och familjen Eumenidae. Inga underarter finns listade i Catalogue of Life.